# Eduard Stăncioiu
Eduard Stăncioiu (Bucarest, 3 marzo 1981) è un ex calciatore rumeno, di ruolo portiere.

## Carriera
Stăncioiu ha iniziato la sua carriera nel 1998 nello Sportul Studenţesc, dove è rimasto per 8 anni. Nell'estate del 2006 si è trasferito a parametro zero al CFR Cluj, con cui ha vinto un campionato rumeno nel 2008 e nel 2012.

## Palmarès

### Club

#### Competizioni nazionali
- Campionato rumeno: 3

CFR Cluj: 2007-2008, 2009-2010, 2011-2012
- Coppa di Romania: 3

CFR Cluj: 2007-2008, 2008-2009, 2009-2010
- Supercoppa di Romania: 3

CFR Cluj: 2009, 2010
Targu Mures: 2015